# Aslanpınarı, Toprakkale
Arslanpınarı là một xã thuộc huyện Toprakkale, tỉnh Osmaniye, Thổ Nhĩ Kỳ. Dân số thời điểm năm 2010 là 624 người.